# 大橋博
大橋 博（おおはし ひろし、1944年 - ） 日本の教育者。・学校法人創志学園の創立者であり、総長。兵庫教育大学大学院修士課程修了、また、公益財団法人 こども教育支援財団の理事長も務める。

## 略歴
- 1990年：ニュージーランド（NZ）初の私立大学となるInternational Pacific 大学を開学。1987 年の「環太平洋大学構想」に基づいたもので、NZ 建国 150 年の年に認可を得、当時のNZ 総督のポール・リーブス卿により開学宣言が行われた。
- 2007年：環太平洋大学を開学。「どこにもない大学」「4 年後に責任を持つ大学」をスローガンに掲げ、環太平洋大学構想の第2ステージが開幕。体育会１８クラブからは世界大会出場者やオリンピック選手も輩出。

- 2010年：文武両道を実践する高校を目指し、創志学園高等学校を開校。2011年に硬式野球部は創部1年目にして第83回選抜高等学校野球大会に出場し、その後春夏通算6回の甲子園出場を果たす。

## 賞罰
- 2007年：ニュージーランド政府・メリット勲章名誉五位受勲
- 2011年：日本体育協会・日本オリンピック委員会創立100周年功労者表彰
- 2020年：旭日中綬章 受章[2]

## 関連学校
- 環太平洋大学(IPU)
- IPUNZ（ニュージーランド）
- 創志学園高等学校